# Odontites vernus
Odontites vernus é uma espécie de planta com flor pertencente à família Scrophulariaceae. 
A autoridade científica da espécie é (Bellardi) Dumort., tendo sido publicada em Florula belgica, opera majoris prodromus, auctore...32. 1827.

## Portugal
Trata-se de uma espécie presente no território português, nomeadamente em Portugal Continental.
Em termos de naturalidade é nativa da região atrás indicada.

## Protecção
Não se encontra protegida por legislação portuguesa ou da Comunidade Europeia.